# Кабанов, Анатолий Александрович
Анато́лий Алекса́ндрович Каба́нов (1923—2000) — советский военный деятель, инженер-артиллерист, специалист и организатор испытаний стратегических ракетных комплексов и космических средств, полковник-инженер (1960). Лауреат Государственной премии СССР (1975).

## Биография
Родился 23 февраля 1923 года в селе Александров Гай, Саратовской области.
В 1941 году призван в ряды РККА. С 1941 по 1942 год обучался в Первом Ленинградском Краснознамённом артиллерийском училище имени Красного Октября. С 1942 по 1945 год участник Великой Отечественной войны в составе 216-го гвардейского пушечного артиллерийского полка 9-й гвардейской пушечной бригады 7-й артиллерийской дивизии прорыва РГК в должностях: командир взвода и батареи, помощник начальника штаба и начальник штаба полка. Воевал на Юго-Западном, Карельском, 3-м и 4-м Украинском фронтах.
С 1946 по 1951 год служил в составе тяжёлой гаубичной артиллерийской бригады Одесского военного округа в должностях: начальник штаба и командир дивизиона. С 1951 по 1954 год обучался в Киевском артиллерийском училище имени С. М. Кирова. С 1954 по 1956 год — командир дивизиона артиллерийской дивизии Прикарпатского военного округа. С 1956 по 1959 году обучался в Военной инженерной академии имени Ф. Э. Дзержинского. С 1959 года на службе в Ракетных войсках стратегического назначения СССР. С 1959 по 1963 год — командир 347-го зенитно-ракетного полка входящего в состав 5-го Научно-исследовательского испытательного полигона Министерства обороны СССР (Байконур), в 1960 году А. А. Кабанов был участником подготовки к первому пуску межконтинентальной баллистической ракеты «Р-16», во время пуска которой произошла катастрофа в результате которой множество военнослужащих погибли и получили ранения, сам Анатолий Александрович получил ожоги второй степени затылочной области головы и обеих кистей рук.
С 1963 по 1978 год на научно-исследовательской работе в Главном управлении ракетного вооружения Министерства обороны СССР в должностях: заместитель начальника и с 1964 по 1978 год — начальник 5-го отдела (полигонов, измерительных пунктов, разработки и производства измерительных средств). А. А. Кабанов являлся руководителем подготовки в НИИП № 5 МО СССР полигонных измерительных комплексов к лётным испытаниям баллистических ракет «Р-36М», «УР-100» и «УР-100Н». В 1975 году Постановлением ЦК КПСС и СМ СССР «За разработку, освоение в серийном производстве и широкое внедрение в практику комплекса средств „Лотос“ для автоматической обработки, передачи и отображения телеметрической информации» А. А. Кабанов был удостоен Государственной премии СССР.
Скончался 18 февраля 2000 года в Москве. Прах захоронен в колумбарии на Ваганьковском кладбище.

## Награды, премии
- Орден Мужества (20.12.1999 — «За пуск ракеты Р-16 24 октября 1960 года»)
- Орден Отечественной войны 1-й (1985) и 2-й (1944) степени
- Орден Красной Звезды (1943, 1956)
- Орден «За службу Родине в Вооружённых Силах СССР» 3-й степени (1975)
- Орден «Знак Почёта» (1966)
- Медаль «За победу над Германией в Великой Отечественной войне 1941—1945 гг.»
- Государственная премия СССР (1975)[1][2][3]